# يوجين لينش
يوجين لينش (بالإنجليزية: Eugene F. Lynch)‏ (و. 1931 – م) هو محامي، وقاضي من الولايات المتحدة الأمريكية.

## التعليم
تعلم في جامعة كاليفورنيا، كلية هاستينغز للحقوق.